# أبولينير بوشاردات
أبولينير بوشاردات (بالفرنسية: Apollinaire Bouchardat) (23 يوليو 1809 – 7 أبريل 1886) صيدلي ومثقف صحي فرنسي ولد في لايل سور سيرين.

## السيرة الذاتية
درس في مدرسة الصيدلة في باريس ومتحف التاريخ الطبيعي، وأصبح فيما بعد كبير الصيادلة في فندق ديو، باريس، حيث عمل في معظم حياته المهنية. في منتصف خمسينيات القرن التاسع عشر أصبح أستاذًا في النظافة في كلية الطب.
غالبًا ما يُنسب إلى بوشاردات مؤسس مرض السكري، وكان شخصية رئيسية تتضمن العلاج الغذائي لعلاج مرض السكري قبل ظهور العلاج بالإنسولين. أدرك أن الصيام هو طريقة لتقليل بيلة السكري، وتكهن بأن السبب الرئيسي لمرض السكري موجود في البنكرياس. في علاج المرض، شدد على أهمية ممارسة الرياضة، ووضع إجراء لاختبار البول الذاتي لتحديد وجود الجلوكوز. وضع بوشاردات نظامًا غذائيًا منخفض الكربوهيدرات لمرضى السكري.
من بين أعماله المكتوبة كان «استمارة صلح جديدة» الشعبي، كتيب الوصفات الذي تم نشره في العديد من الإصدارات. يحتوي على معلومات حول المنتجعات الصحية والأدوية التي تتضمن علاجات طبيعية وعلاجات لجميع أنواع الأمراض. وبدءً من عام 1840، كان محررًا لمجلة «العلاجات والصيدلة الطبية ودليل السموم».

## الاسم المرتبط
«علاج بوشاردات»: علاج مرض السكري باستخدام نظام غذائي منخفض الكربوهيدرات.

## الأعمال الرئيسية
- دليل العلاج الطبي والصيدلة، (1838، الطبعة الخامسة 1873) - دليل المواد الطبية للعلاج والصيدلة.

- عناصر الطب والصيدلة (باريس 1839) - عناصر من المواد الطبية والصيدلة.

- نموذج رئيسي جديد. (1840، الطبعة التاسعة عشر 1874).

- بيلة سكرية أو مرض السكري علاجها الصحي، باريس، (1875، الطبعة الثانية 1883) - في بيلة سكرية أو داء السكري وعلاجها الصحي.

- معاهدة النظافة العامة والخاصة القائمة على المسببات المرضية، 1881 - دراسة النظافة العامة والخاصة، على أساس المسببات. [5]